# Bé Bos
Bé Bos (1943) is een Nederlands econoom en bestuurder. Hij was van 1980 tot 1986 namens de Partij van de Arbeid gedeputeerde binnen de Gedeputeerde Staten van Groningen.

## Biografie
Bé Bos studeerde econometrie aan de Rijksuniversiteit Groningen en bleef daarna als econometrist verbonden aan de universiteit. Daar werkte hij onder andere mee aan het Grecon-model, een tegenhanger voor de manier waarop het CPB jaarlijks de prognoses maakt.
Bij de Provinciale Statenverkiezingen van 1974 werd Bos dankzij de laatste restzetel verkozen tot Statenlid namens de PvdA, waarvoor hij ook deel uitmaakte van de partijraad. Vanaf oktober 1980 was hij in een coalitie van CDA-PVDA-VVD als gedeputeerde verantwoordelijk voor de portefeuille Economische Zaken. Vanwege de hoge werkloosheid in Groningen was Bos betrokken bij verschillende projecten ter bevordering van de werkgelegenheid, onder andere Futurama, Kuuroord Bad Nieuweschans en de NOM. Ook durfde hij zich als gedeputeerde duidelijk uit te spreken over het landelijk beleid en kreeg het dan ook regelmatig aan de stok met Haagse politici als Jan Terlouw en Ernst Bakker.

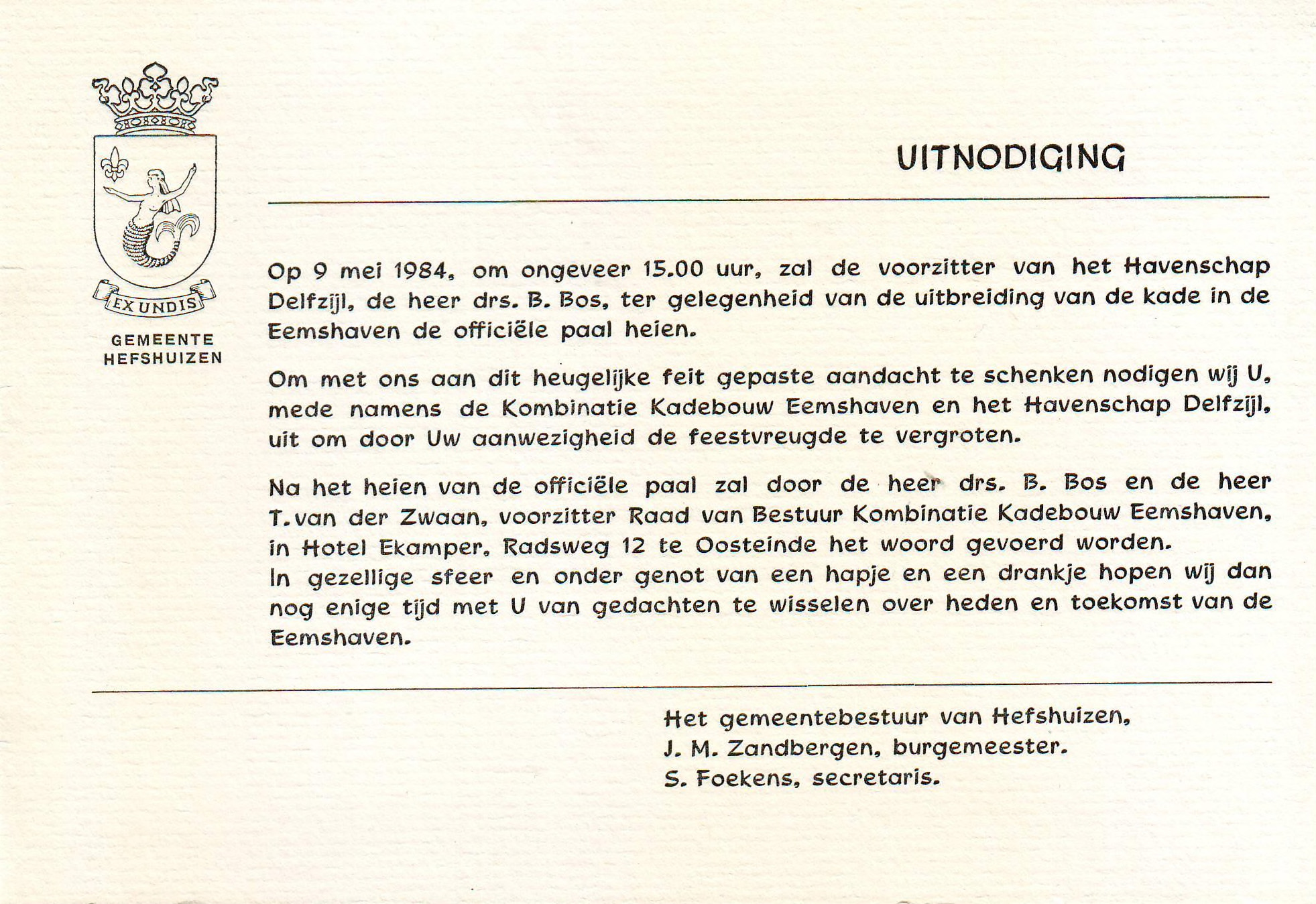
Uitnodiging om aanwezig te zijn bij het slaan van de eerste paal door Bé Bos, ter uitbreiding van de kademuur in de Eemshaven bij Delfzijl.

 Vanuit zijn functie als gedeputeerde Economische Zaken was Bos automatisch ook voorzitter van onder andere de visafslag Lauwersoog, het Havenschap Delfzijl en het Elektriciteitsbedrijf voor Groningen en Drenthe (EGD). Eind 1986 kwam hij, samen met VVD-gedeputeerde Johan Remkes en twee Friese gedeputeerden, in opspraak bij een fraudeschandaal ronde visafslag van Lauwersoog. In december van dat jaar werd bekend dat Bos door zijn partij op een onverkiesbare plaats voor de Provinciale Statenverkiezingen van 1987 was geplaatst, waarop hij zijn kandidatuur introk. Uiteindelijk besloot het openbaar ministerie de vier bestuurders niet verder te vervolgen.
Na zijn politieke carrière studeerde Bos toegepaste informatiekunde aan de Rijksuniversiteit Groningen en was hij werkzaam als freelance journalist. Ook vervulde hij commissariaten bij het EGD en de EPON. Daarnaast was Bos onder andere voorzitter van de Stichting De Moravische Poort, waarmee hij in 1993 de Tsjechische beeldhouwers Olbram Zoubek en Jan Hejda naar Nederland haalde. In 2004 bracht hij een egodocument met de titel Vrijer uit. Bos noemde zichzelf een aanhanger van het Stoïcisme.  